# Manövergeschwindigkeit
Die Manövergeschwindigkeit (engl. Design Maneuvering Speed o. a. Maximum Manoeuverspeed; in der Luftfahrt als VA abgekürzt) ist die angezeigte Fluggeschwindigkeit (engl. Indicated Air Speed, IAS), bei der durch einen vollen Ruderausschlag in einem symmetrischen Flugzustand die Struktur des Flugzeuges bis zur Grenze des Zulässigen belastet werden kann.

## Bedeutung
Volle Ruderausschläge sind oberhalb der Manövergeschwindigkeit nicht zulässig, da sie die Flugzeugstruktur überlasten würden. Aber auch unterhalb der Manövergeschwindigkeit gilt das nur für die einmalige Betätigung eines der drei Ruder (Höhen-, Quer- oder Seitenruder), wiederholte Ausschläge oder kombinierte Vollausschläge mehrerer Ruder gleichzeitig können die Struktur durchaus auch unterhalb der Manövergeschwindigkeit überlasten.

Fahrtmesser

Die Manövergeschwindigkeit wird oft mit der maximalen Geschwindigkeit in unruhiger Luft verwechselt. Diese wird VB oder VRA (RA wie rough air) bezeichnet und ist auf dem Fahrtmesser mit einem grünen (unterhalb von VRA) bzw. gelben (oberhalb von VRA) Bogen gekennzeichnet.